# پناهنده (فیلم ۲۰۰۸)
پناه‌جویان (به انگلیسی: Asylum) یک فیلم ترسناک آمریکایی محصول سال ۲۰۰۸ به کارگردانی دیوید آر الیس و نویسندگی ایثن لارنس است. این فیلم در ابتدا برای اکران در سینما برنامه‌ریزی شده بود اما در ۱۵ ژوئیه ۲۰۰۸ به صورت ویدئویی منتشر شد.

## خلاصه داستان
در فیلم پناه‌جویان مدیسون (سارا رومر) یک دانشجوی کالج جوان است که باید با روح یک دکتر دیوانه که از خواب بیدار می‌شود، مبارزه کند.

## بازیگران
- سارا رومر در نقش مدیسون[۲][۳][۴][۵]
- کارولینای گارسیا در نقش مایا
- الن هولمن در نقش آی‌وی
- رندال سیمز در نقش رز
- تراویس ون وینکل در نقش تامی
- کودی کش در نقش استرینگ
- لین شی در نقش مادر استرینگ
- مارک رولستون در نقش دکتر
- بن دانیل براندون
- کارولین کنت به عنوان «جوان مدیسون»
- برانتلی پولاک به عنوان «جوان براندون»
- کریستال مک لاورین-کنی به عنوان سفیر کالج